# Neoliodes lanceosetosus
Neoliodes lanceosetosus är en kvalsterart som först beskrevs av Wallwork 1977.  Neoliodes lanceosetosus ingår i släktet Neoliodes och familjen Neoliodidae. Inga underarter finns listade i Catalogue of Life.